# Macaranga louisiadum
Macaranga louisiadum är en törelväxtart som beskrevs av Airy Shaw. Macaranga louisiadum ingår i släktet Macaranga och familjen törelväxter. Inga underarter finns listade i Catalogue of Life.